# Craig Gordon
Craig Gordon (Edinburgh, 31 december 1982) is een Schotse doelman in het betaald voetbal. Hij verruilde Sunderland in juli 2014 voor Celtic. Gordon debuteerde in 2004 in het Schots voetbalelftal, waarin hij meer dan veertig interlands speelde.

## Clubcarrière
Gordon begon zijn loopbaan als 18-jarige bij Heart of Midlothian FC. In twee seizoenen speelde hij geen enkele wedstrijd; Gordon vertrok derhalve op huurbasis naar de Schotse middenmoter Cowdenbeath FC. Daar speelde hij vrijwel alle wedstrijden en mocht hij het volgende seizoen terugkeren naar Midlothian. Bij Midlothian werd hij nu wel basisspeler en eerste doelman.
In 2007 verkocht Midlothian hem voor elf miljoen euro aan de Engelse club Sunderland AFC. Dat was toen het hoogste bedrag dat een Engelse club ooit betaalde voor een doelman en bleef dat totdat Manchester United David de Gea voor 21 miljoen euro van Atlético Madrid kocht. Hij was basisspeler bij de club tot het seizoen 2010/11. Gordon geraakte gedurende het seizoen geblesseerd aan zijn knie, waarna Sunderland ter vervanging de Belg Simon Mignolet kocht. Zijn blessure herstelde enigszins, waardoor Gordon voldoende fit was om te fungeren als reservedoelman, maar hij had te veel lichamelijke klachten om als eerste doelman te spelen. In mei 2012 werd het contract van Gordon ontbonden.
In de zomer van 2012 wees Gordon een bod van Celtic FC voor een driejarig contract af. Hij bleef tobben met zijn knieblessure en bleef gedurende twee seizoenen clubloos. In het seizoen 2013/14 trainde Gordon mee met het eerste elftal van Rangers FC, maar kreeg geen contract aangeboden. Hij overwoog zijn spelerscarrière te beëindigen en verder te gaan als trainer, maar herstelde in het voorjaar van 2014 van zijn blessure en was weer wedstrijdfit. In juni 2014 trainde Gordon mee met Celtic; één maand later tekende hij een contract bij de club. Fraser Forster, in het voorgaande seizoen eerste doelman, maakte in de zomer de overstap naar Southampton FC, waardoor voor Gordon de positie van eerste doelman vrij kwam. In augustus 2014 speelde hij voor het eerst sinds 2007 weer in de Schotse competitie. Ook nam Gordon met Celtic deel aan de UEFA Europa League, waardoor hij voor het eerst sinds 2006 weer Europees in actie kwam. Gordon kwam in totaal in 33 competitiewedstrijden in actie gedurende het seizoen 2014/15, speelde negen bekerwedstrijden en tien wedstrijden in de Europa League en voorronde van de Champions League. Hij droeg gedurende zijn eerste jaargang bij Celtic met het rugnummer 26, maar kreeg voor het seizoen 2015/16 het rugnummer 1 toegewezen. In juli en augustus 2015 speelde hij mee in zes kwalificatiewedstrijden; in de play-offs voor deelname aan de Champions League tegen het Zweedse Malmö FF werd over twee duels met 3–4 verloren, waardoor Celtic zich plaatste voor de UEFA Europa League 2015/16.

## Interlandcarrière
Gordon werd in 2004 voor het eerst opgeroepen voor het Schots voetbalelftal. Onder leiding van bondscoach Berti Vogts maakte hij zijn debuut op 30 mei 2004 in de vriendschappelijke wedstrijd tegen Trinidad en Tobago, die Schotland met 4–1 won dankzij doelpunten van Darren Fletcher, Gary Holt, Gary Caldwell en Nigel Quashie. De andere debutant voor Schotland in de wedstrijd was Jamie McAllister (Livingston FC). In september 2004 werd Gordon opnieuw opgeroepen voor het nationaal elftal en behaalde hij de eerste clean sheet van zijn interlandcarrière, in de WK-kwalificatiewedstrijd tegen Slovenië (0–0). In de daaropvolgende 38 interlands incasseerde hij nog 14 keer geen tegendoelpunten. Na de oefeninterland tegen de Faeröer op 16 november 2010 werd Gordon vier jaar lang niet opgeroepen voor het Schots elftal, totdat bondscoach Gordon Strachan hem in oktober 2014 weer opnam in de selectie voor vriendschappelijke interlands tegen Ierland en Engeland. In de wedstrijd tegen Engeland verving Gordon na rust David Marshall.